# Chasmatopterus villosulus
Chasmatopterus villosulus är en skalbaggsart som beskrevs av Johann Karl Wilhelm Illiger 1803. Chasmatopterus villosulus ingår i släktet Chasmatopterus och familjen Melolonthidae. Utöver nominatformen finns också underarten C. v. duriensis.